# Tuffi ai III Giochi europei - Trampolino 3 metri sincro maschile
La competizione del trampolino 3 metri sincro maschile ai Giochi europei di Kraków Małopolska 2023 si è svolta il 28 giugno 2023, presso l'Arena dei tuffi di Rzeszów, in Polonia. Per la prima volta, i campionati europei di tuffi sono stati integrati nei Giochi europei, la competizione ha quindi assegnato anche il titoli dell'8ª edizione dei campionati europei di tuffi.
La finale si è svolta alle ore 18:00.

## Risultati
| Class   | Nazione       | Tuffattori                           | T1    | T2    | T3    | T4    | T5    | T6    | Totale |
| ------- | ------------- | ------------------------------------ | ----- | ----- | ----- | ----- | ----- | ----- | ------ |
| Oro     | Ucraina       | Oleh Kolodij Danylo Konovalov        | 48.00 | 49.20 | 71.40 | 82.08 | 84.00 | 75.48 | 410.16 |
| Argento | Italia        | Lorenzo Marsaglia Giovanni Tocci     | 51.60 | 47.40 | 72.54 | 73.44 | 74.46 | 83.22 | 402.66 |
| Bronzo  | Francia       | Jules Bouyer Alexis Jandard          | 45.60 | 49.80 | 69.36 | 69.75 | 79.56 | 80.85 | 394.92 |
| 4       | Gran Bretagna | Ross Haslam James Heatly             | 49.80 | 47.40 | 75.60 | 74.46 | 76.65 | 69.54 | 393.45 |
| 5       | Spagna        | Adrián Abadía Nicolás García         | 48.00 | 46.20 | 72.54 | 72.42 | 69.30 | 75.60 | 384.06 |
| 6       | Svizzera      | Guillaume Dutoit Jonathan Suckow     | 48.60 | 46.80 | 64.80 | 71.61 | 77.52 | 63.84 | 373.17 |
| 7       | Germania      | Timo Barthel Lars Rüdiger            | 49.20 | 51.00 | 72.42 | 70.35 | 66.15 | 63.84 | 372.96 |
| 8       | Polonia       | Kacper Lesiak Andrzej Rzeszutek      | 46.80 | 46.20 | 65.10 | 67.32 | 70.38 | 63.84 | 359.64 |
| 9       | Austria       | Alexander Hart Nikolaj Schaller      | 44.40 | 44.40 | 61.20 | 67.89 | 60.30 | 67.32 | 345.51 |
| 10      | Croazia       | Luka Martinović Matej Nevešćanin     | 47.40 | 41.40 | 60.30 | 50.22 | 65.28 | 57.60 | 322.20 |
| 11      | Georgia       | Sandro Melikidze Tornike Onikashvili | 42.00 | 34.20 | 54.00 | 61.38 | 57.60 | 60.18 | 309.36 |
| 12      | Grecia        | Grigorios Mitrou Athanasios Tsirikos | 44.40 | 42.00 | 47.04 | 51.30 | 0.00  | 59.40 | 244.14 |